# 이지우 (레이싱 모델)
이지우(1989년 2월 3일 ~ )는 대한민국의 레이싱 모델 및 방송연예인이다.

## 경력

### 레이싱모델 경력
- 2006년 CJ 슈퍼레이스 챔피언십 한국타이어 스폰서십 전속
- 2007년 CJ 슈퍼레이스 챔피언십 GM대우 레이싱팀 전속
- 2008년 CJ 슈퍼레이스 챔피언십 GM대우 레이싱팀 전속
- 2013년 CJ헬로비전 슈퍼레이스 챔피언십 한국타이어 스폰서쉽 전속

### 에이빙모델 경력
- 2006년 부산 모터쇼 크라이슬러 포즈모델
- 2007년 서울 모터쇼 GM 대우 포즈모델
- 2008년 부산 모터쇼 GM 대우 포즈모델

### 출연한 방송
2007년
- 커피프린스 1호점 《MBC》
- 지우의 아찔한 실험 生쇼 《mgoon》

2009년
- 아이디어 하우머치 《SBS》
- 에이카 하이힐 《온게임넷》
- 바투여신전 《온게임넷》